# A11 (tomba)
A11: fa parte di una serie di 28 Tombe dei Nobili site nell’area della necropoli di Dra Abu el-Naga di cui è archeologicamente nota l’esistenza, e di cui si hanno notizie sul titolare e sulla struttura, ma di cui si è persa la localizzazione. La necropoli di Dra Abu el-Naga fa parte della più vasta Necropoli Tebana, sulla sponda occidentale del Nilo dinanzi alla città di Luxor, in Egitto. Destinata a sepolture di nobili e funzionari connessi alle case regnanti, specie del Nuovo Regno, l'area venne sfruttata, come necropoli, fin dall'Antico Regno e, successivamente, sino al periodo Saitico (con la XXVI dinastia) e Tolemaico.

## Titolare
A11 era la tomba di:
| Titolare       | Titolo   | Necropoli                                  | Dinastia/Periodo | Note |
| -------------- | -------- | ------------------------------------------ | ---------------- | --- |
| Amenkhaemwaset | non noto | Dra Abu el-Naga, Collina di Deir el-Bakhit | Nuovo Regno      | sulla collina, nei pressi della casa di Piccinini, a nord e vicino alle rovine della piramide di fango con un ampio arco |

## Biografia
Takha fu sua moglie.

## La tomba
Nota la presenza, sul muro "a destra" di scena di una figlia con nove donne che accudiscono bambini e offrono libagioni al defunto e alla moglie. Erano leggibili i nomi di due dei bambini Neferhotep e User.

### Annotazioni
1. ↑  La planimetria non è in scala e ha valore esclusivamente di visione d'insieme; l'ubicazione delle singole tombe non è topograficamente esatta, ma vuole visualizzare la concentrazione delle sepolture, nonché il "disordine" con cui le stesse sono state classificate.
2. ↑  I campi della Duat, ovvero l'aldilà egizio, si trovavano, secondo le credenze, proprio sulla riva occidentale del grande fiume.
3. ↑  Nella sua epoca di utilizzo, l'area era nota come "Quella di fronte al suo Signore" (con riferimento alla riva orientale, dove si trovavano le strutture dei Palazzi di residenza dei re e i templi dei principali dei) o, più semplicemente, "Occidente di Tebe".
4. ↑  Le Tombe dei Nobili, benché raggruppate in un'unica area, sono di fatto distribuite su più necropoli distinte.
5. ↑  La casa in questione era vicino alla TT161.

### Fonti
1. ↑  Porter e Moss 1927, revisione 1970 pp. 447-454.
2. ↑  Donadoni 1999,  p. 115.
3. 1 2  Porter e Moss 1927, revisione 1970 p. 450.